# 人民日报
- 關於其他同名报纸，請見「人民日报 (消歧义)」。
- 關於负责主管《人民日报》等报刊的中共中央直属事业单位，請見「人民日报社」。

《人民日报》是中国共产党中央委员会的机关报，与新華社及中央廣播電視總台并称“三大央媒”，为中華人民共和國第一大报，在中国大陆境内有广泛影响力。
《人民日报》于1946年5月15日起发行，最初是中共中央晋冀鲁豫局的机关报。該報内容代表中共官方立场。因此，《人民日报》与央视《新闻联播》也并列成为国际媒体和国际政治了解中国大陆政治发展的“风向标”之一。《人民日报》于1992年被联合国评为“世界十大报纸”之一。人民日报在中华人民共和国以简体中文、传统蒙古文、传统维吾尔文、传统哈萨克文、藏文、新壮文、朝鲜文等少数民族文字发行，在世界各地以英文、日文、法文等多国语言发行。

## 历史

### 中華人民共和國建立前
《人民日报》原为中共晋冀鲁豫中央局的机关报。1946年中共晋冀鲁豫中央局准备在邯郸创办一份大型机关报，开始拟叫《晋冀鲁豫日报》或《太行报》，中国共产党中央委员会主席毛泽东听完汇报后建议改名为《人民日报》，第一任社长为张磐石。首份《人民日报》在1946年5月15日于河北省平山县西柏坡发行。创刊号有四版，由毛泽东题写报名，报名从右往左排列，全红印刷。1946年7月1日，毛泽东为晋冀鲁豫中央局机关报亲笔题写了“人民日报”四个字做报名。该报1948年6月14日终刊，共出版了746期。这是人民日报报系中最早使用“人民日报”做报名的报纸。由于该报是中共晋冀鲁豫中央局的机关报，所以史称“晋冀鲁豫人民日报”；又由于该报的创刊地是邯郸市，也称“人民日报邯郸版”。
1947年11月12日，石家庄被中国人民解放军占領。1948年5月20日晋察冀和晋冀鲁豫两大边区合并为华北解放区，成立中共中央华北局。原晋冀鲁豫边区的《人民日报》和晋察冀边区的《晋察冀日报》合并为中共中央华北局的机关报《人民日报》。1948年6月15日新版《人民日报》在河北平山创刊，刊号从头算起，毛泽东《人民日报》题写了新报名，从左往右书写，这个报名一直使用至今。
1949年3月15日，办事处迁往当时的北平，原人民日報北平版改名「北平解放日報」。该报1949年7月31日终刊，共出版了406期。由于该报是中共华北中央局的机关报，所以史称“华北人民日报”或“人民日报华北版”。同时，为表示该报以河北省平山县为出版地，也称“人民日报平山版”。
1949年8月1日，《人民日报》由原来的中共华北局机关报，正式改版成为中共中央的机关报，没有发表过相关的启事，也没有相关的中央文件可考，更没有当时的相关文字史料可查，人民日报的报头延用，期号延续依然沿用了之前毛泽东题写的报名。把1949年8月1日确定为《人民日报》由华北中央局机关报升格为中共中央机关报的日期，证据为：
- 报社的领导人变化。自1949年8月1日起，人民日报社由胡乔木任社长，邓拓任总编辑。
- 报社的上级领导机关有了变化。自1949年8月1日起，人民日报社的社长是中共中央工作机构的成员，不再是中共华北中央局工作机构的成员。因此，人民日报社的上级领导机关是中共中央，而不再是中共华北中央局。
- 报纸所办“子报”、“专版”的情况有了变化。1949年7月31日，由华北《人民日报》创办的子报:《人民晚报》和《北平解放报》（由《人民日报》(北平版)改名）同时停刊。1949年8月1日，《人民日报》创办了可以单独订阅的《北平新闻》专版。
- 报纸的版式有了变化。1949年8月1日，人民日报由一大张(对开四版)，改出一张半(对开四版，另附一份四开四版的《北平新闻》)。
- 报纸在宣传报道方面有了上、下视角的变化。1949年8月1日，人民日报一版右上角刊登启事:“本报启事:本报八月一日起改出一张半。内容包括国内要闻、解放区新闻、北平新闻、国际新闻、专刊、综合副刊等。敬希各界源源惠赐佳作。”由此可见，人民日报宣传报道的视角已经上扬了，已由报道以华北解放区新闻为主的报纸，转变为以报道全国新闻为主的中央国家级报纸。1949年8月1日，人民日报开始出版专门报道中共中央所在地北平市地方新闻的《北平新闻》专版。由此可见，人民日报宣传报道的视角开始下移了，开始以中央报纸的身份，关注驻在地的地方新闻。

1949年8月1日至17日，人民日报每天出版的一份四开四版的《北平新闻》专版。人民日报《北平新闻》版8月1日创刊，17日终刊，共出版了17期。史称“人民日报北平新闻”。

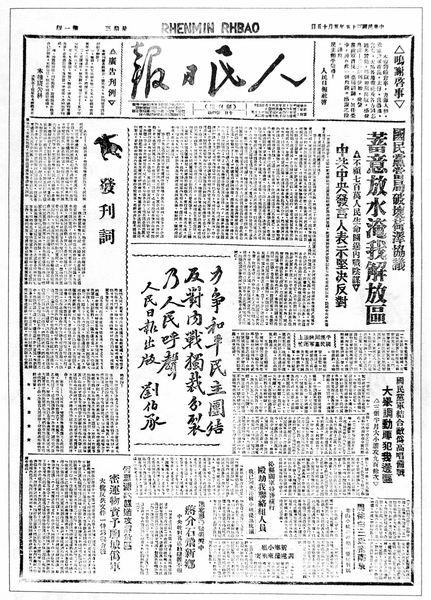
1946年5月15日，晋冀鲁豫边区的《人民日报》创刊号，毛泽东题名
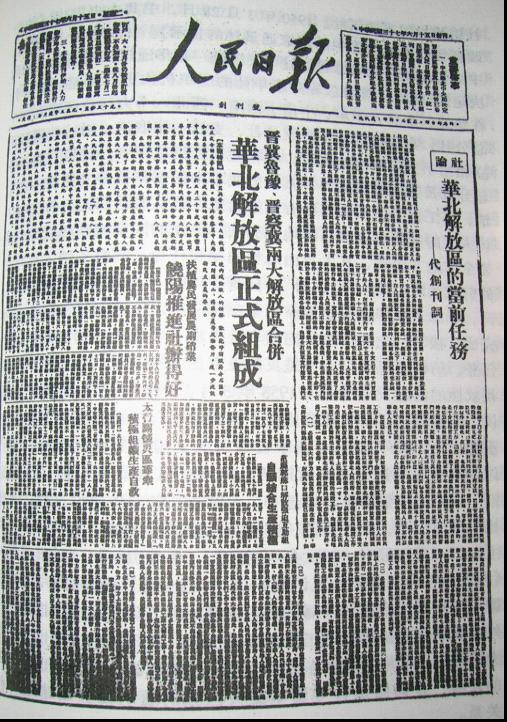
1948年6月15日，毛泽东重新题名，刊号从头算起，使用至今。
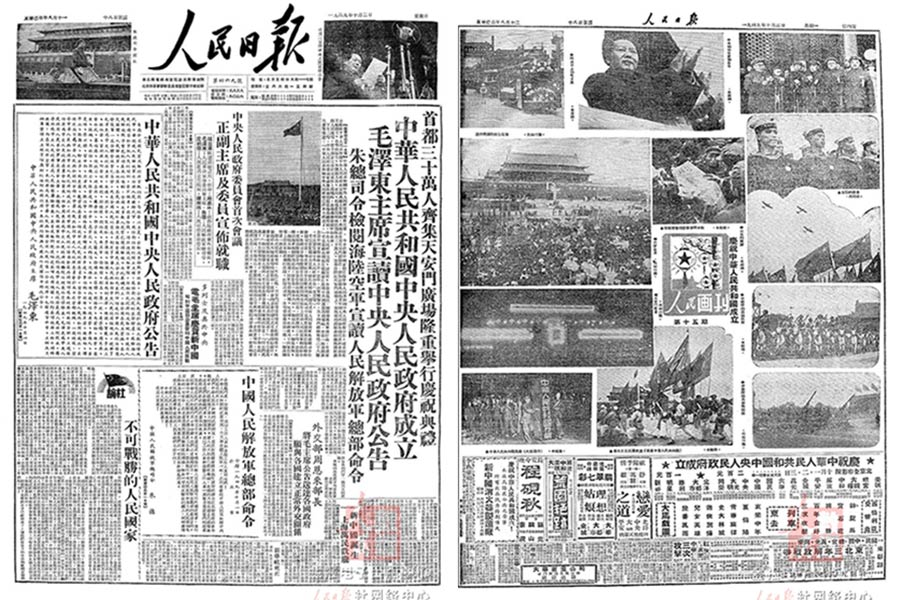
1949年10月2日《人民日报》第一版和最后一版

#### 《人民日报》北平版和《北平解放报》
1948年底，中共中央决定，抽调新华通讯社总社、新华社华北总分社和华北《人民日报》的部分工作人员，由新华社总编辑范长江率领，立即北上，准备在北平解放的时候接管国民党的《华北日报》社和中央社北平分社、北平广播电台。暂驻良乡待命，筹办《人民日报》北平版和新华社北平分社的工作。列入解放军北平军管会编制序列。1949年1月24日，从良乡开拔，乘火车到长辛店，后换乘卡车，经过卢沟桥，到了北平西郊，仍然不能进城，暂住郊外待命，被安排到青龙桥附近山脚下的董四墓村，借程砚秋的别墅———“程家花园”住了一个星期。北平市委批准《人民日报》北平版每天出对开四版。1月31日，农历正月初三，下午大约4时，这支30多人的新闻队伍分乘4辆卡车从董四墓村出发，由西直门进城。车开到西四牌楼时，第一辆车由李庄率领南行，到西长安街石碑胡同接管中央社北平分社开办新华社北平分社（同时也是《人民日报》北平版的采访部）。第二辆车由李伍率领，去接管北平广播电台创办北平新华人民广播电台。第三、第四辆车由范长江、接管组长牟沛霖率领，到王府井大街接管《华北日报》社、开办《人民日报》北平版。国民党《华北日报》社原有一台每小时印10万份报纸的大轮转机，还有四套制版设备，被《华北日报》社长张明炜南逃前毁掉了；还有一台小轮转印刷机能运转；一座排字房还能使用。北平市委书记彭真极度慎重，亲自审阅大样，指示“不必仓促上马”，而要先了解一下新的环境；时局急速变化之中，人们对许多涉及政策的问题非常敏感；事先准备的稿件，有些恐怕已经不再适用；要再做一番准备工作，再次修订一下发稿计划，以免忙中出错。因此2月1日只编印了一期内部试版。《人民日报》北平版延至2月2日（正月初五）黄昏时正式出版开印。创刊号报头下印上“北平版”3字，和华北《人民日报》有所区分。社论《为建设人民民主的新北平而奋斗———代发刊词》宣布“发展生产，繁荣经济，公私兼顾，劳资两利”的方针、政策，副刊上发表了记者杜展潮采写、经过范长江润色的特写《解放石景山的英雄们》。《人民日报》北平版编辑部分为时事、解放区、本市、副刊四个组，集中在一个较大的房间里（原《华北日报》的编辑室）集体办公。《人民日报》北平版每天出版发行大约7万份，超过了小轮转机的印刷能力。 
1949年3月15日，华北《人民日报》开始在北平出版。同一天，按照中共中央华北局和北平市委的决定，《人民日报》北平版不再出版，原班人员迁移到东四附近钱粮胡同接管的国民党《北平日报》社址，编辑出版《北平解放报》作为北平市委机关报。
1949年7月17日，中共中央决定建立西南局，由邓小平任第一书记。邓小平向中央组织部提出要求：为西南各省（四川、贵州、云南）配备新闻干部，随同进军大西南的部队前往，以便在重庆、成都、贵阳、昆明解放后及时出版西南局和各省委的机关报，并及时成立新华通讯社分社。只靠二野部队现有的新闻干部，是不可能完成这些任务的。中共中央组织部和华北局、北平市委协商，决定《北平解放报》停办，干部基本上都交给西南局。《人民日报》暂时以北平新闻专栏和关于北平的评论替代。将来条件具备的时候，北平市委可另行重新办报。《北平解放报》７月底终刊。《北平解放报》社人员，除了组织另有安排和有特殊情况不能南下的极少数人以外，都在袁勃、刘希玲、张更生等率领下，8月8日乘火车南下，10日到达南京。当晚举行全体人员大会，袁勃向大家出示了毛泽东亲笔书写的《云南日报》两幅报头。原《北平解放报》社南下干部编入“中国人民解放军第二野战军西南服务团第一干部支队”1950年2月到昆明，3月4日开办《云南日报》。
《人民日报》北平版与《北平解放报》，社长为北平市委宣传部长赵毅敏兼任。由于北平市委第一书记彭真、第二书记李葆华工作繁忙，赵毅敏负责最终审稿，后身体实在吃不消，由赵毅敏与市委宣传部副部长邓拓轮流每天终审。

### 大跃进时期
1957年11月13日的社论，发表《发动全民，讨论四十条纲要，掀起农业生产的新高潮》，批评经济发展中的“右倾保守”现象，称“1956年公布农业发展纲要草案后，曾经鼓舞了广大农民的生产热情，造成了全国农业生产的高潮，但是，有些人却把这一高潮看成了“冒进”，他们害了右倾保守的毛病，像蜗牛一样地爬行得很慢；有右倾保守思想的人，不了解在农业合作化后我们就有条件也有必要在生产战线上来一个大的跃进。”
1958年2月2日，社论《我们的行动口号——反对浪费，勤俭建国》。提出国民经济“全国大跃进”的口号。此后人民日报开始“放卫星”：
1958年6月8日，人民日报开始报道虚假新闻，称“河南省遂平县卫星农业社5亩小麦平均亩产达到2,105斤。”6月12日，再报道该社放出的第二颗农业“卫星”——“2.9亩小麦试验田，亩产达3,530斤。”6月23日，报道湖北省谷城县先锋农业社小麦试验田亩产4,689斤。7月12日，报道河南省西平县城关镇和平农业社2亩小麦创亩产7,320斤的记录。7月18日，发表福建省闽侯县连坂农业社2.6亩早稻试验田亩产5,806斤。7月31日，报道湖北省应城县春光农业社生产队长甘银发种的早稻平均亩产10,597斤。
8月13日，报道毛泽东在山东历城县北园乡北园农业社视察丰产田时，知道该社50亩高额丰产田，计划亩产20,000斤，争取亩产40,000斤后，高兴地表扬该社社主任说：“好，你这个人，不干就不干，一幹就幹大的。” 同日，还报道湖北省麻城县溪河乡建国一社出现“天下第一田”，早稻亩产36,956斤；福建省南安县胜利乡海星社亩产花生10,353斤；并发表了《祝早稻花生双星高照》的社论，提出了“人有多大的胆，地有多大的产”的口号。8月27日，发表署名文章《人有多大胆，地有多大产》称：山东省寿张县“提5,000斤指标的已经很少。至于亩产1,000－2,000斤，根本没有提了。”
9月1日，发表《徐水人民公社颂》，文章称“茂盛无比”的小麦亩产120,000斤，“花团锦簇”的山药亩产达120万斤，一棵硕大无朋的白菜重达500斤，棉花的产量也“如卫星般地震动湖海山川”。9月5日，报道广东省连县1.73亩中稻亩产60,437斤。
从8月1日到9月5日，《人民日报》报道的各种高产“卫星”多达34个。

### 文革时期
文化大革命开始，很多新聞媒體主管都被打倒，吴冷西接替邓拓任总编辑。面对变幻莫测的政治形势，《人民日报》仍然无所适从。1966年5月31日下午，陈伯达带领工作组在《人民日报》「搞了小小的政变」，夺了吴冷西和编委会的权。从此，《人民日報》和《紅旗》由中央文革小組組長陳伯達為首工作組領導。
1966年6月1日社论《横扫一切牛鬼蛇神》，提出“無產階級文化革命，是要徹底破除幾千年來一切剝削階級所造成的毒害人民的舊思想、舊文化、舊風俗、舊習慣，在廣大人民群眾中，創造和形成嶄新的無產階級的新思想、新文化、新風俗、新習慣。這是人類歷史上空前未有的移風易俗的偉大事業。” “人類歷史上空前的這一場無產階級文化大革命的開展和勝利，敲響了中國土地上殘存的資本主義勢力的喪鐘，也敲響了帝國主義、現代修正主義和一切反動派的喪鐘。你們的日子不會長久了。”“這一場文化革命的勝利，必將進一步鞏固我國無產階級專政，保證我們在各個戰線上把社會主義革命進行到底，保證我們將由社會主義勝利地過渡到偉大的共產主義！”
1966年6月2日，发表由北京大学哲學系聶元梓等七位教师写的《第一張馬列主義大字報》，号召：“一切革命的知識分子，是戰鬥的時候了！讓我們團結起來，高舉毛澤東思想的偉大紅旗，團結在黨中央和毛主席的周圍，打破修正主義的種種控制和一切陰謀詭計，堅決、徹底、乾淨、全部地消滅一切牛鬼蛇神、一切赫魯曉夫式的反革命的修正主義分子，把社會主義革命進行到底。”
同日，发表《歡呼北大的一張大字報》，开头写道：“聶元梓等同志的大字報，揭穿了“三家村”黑幫分子的一個大陰謀！”
1966年6月3日，社论《夺取资产阶级霸占的史学阵地》中写道：“资产阶级代表人物，把史学当作他们反党反社会主义的一个重要阵地。”“史学界里的资产阶级“权威”们，口口声声否认阶级斗争，其实他们一系列的反动谬论和活动，就是明目张胆地向无产阶级进行阶级斗争。”结尾写道：“在无产阶级文化大革命中，我们必须把被资产阶级“权威”霸占的阵地，一个一个地夺取过来。”
1966年6月4日，发表《毛泽东思想的新胜利》社论，指出“《前线》、《北京日报》、和《北京晚报》，在相当长的时间内，成了反革命集团散布修正主义毒素、妄图实现资本主义复辟的工具。它们的根子，就是前北京市委。” “谁要反对毛主席，谁要反对毛泽东思想，谁要反对党中央，谁要反对无产阶级专政，谁要反对社会主义制度，不管他是什么人，不管他职位多么高，资格多么老，都要全党共诛之，全国共讨之。他们得到的结果，只能是身败名裂。...北京市的无产阶级文化大革命，一定能够取得伟大胜利。北京市的各项工作，一定能够做好。” 
1966年6月16日，社论《放手发动群众彻底打倒反革命黑帮》说：“反党反社会主义的资产阶级代表人物，他们盗窃党的名义，把自己所控制的许多部门，当作进行反党活动的阵地。”“必须采取彻底革命的办法，必须把一切牛鬼蛇神统统揪出来，把他们鬥臭、鬥垮、斗倒。”“我们一定要坚定地依靠无产阶级左派，以工农兵为革命的主力军，团结95%以上的人民群众和95%以上的干部，集中火力，集中目标，向反党反社会主义黑帮开火，向资产阶级顽固堡垒开火，向一切牛鬼蛇神开火。”“革命的大字报，是揭露一切牛鬼蛇神的照妖镜，是放手发动群众向敌人猛烈冲击的最有效的办法。”“象作为前中共北京市委的帮凶、疯狂毒害青少年的前共青团北京市委，不改组怎么行呢！象这些反革命顽固堡垒的头头们，不罢他们的官怎么行呢！”
1966年6月18日，社論《彻底搞好文化革命彻底改革教育制度》號召“初小可以学些毛主席语录，高小可以学更多的毛主席语录和“老三篇”等文章。中学可以学《毛泽东著作选读》和有关文章。大学可以学《毛泽东选集》。” 又說：“广大工农兵、革命干部和革命知识分子，已经下定决心，要把‘..伙同和怂恿那些反党反社会主义的资产阶级“专家”、“教授”，大量散布资产阶级、修正主义的毒素。’牛鬼蛇神统统揭出来，把你们的老根统统挖出来，把你们的“威风”统统打掉，把你们的资产阶级的传家宝统统砸碎。”
1966年6月27日社论《一定要把五星红旗插到台湾省》，重新提出了“一定要解放台湾”的口号。
1966年8月1日，社论标题为《全国都应该成为毛泽东思想的大学校》。“按照毛泽东同志说的去做，就可以实现全民皆兵，大大加强我们的战备工作。帝国主义胆敢侵犯我们，就会被淹没在人民战争的汪洋大海之中。”
1967年1月1日，发表《評反革命兩面派周揚》。3月10日，发表《革命委員會好》。6月3日及10日，刊登支持香港左派六七暴动的社论。8月9日，发表《中國共產黨中央委員會關於無產階級文化大革命的決定》。
10月1日，《人民日報》、《紅旗》雜誌、《解放軍報》聯合發表社論《無產階級專政下的文化大革命勝利萬歲——慶祝中華人民共和國成立十八週年》，開啟了長達十一年的“兩報一刊社論”現象。
1968年1月1日，发表《迎接無產階級文化大革命的全面勝利》。10月16日，发表《吸收無產階級的新鮮血液》。12月22日，毛泽东指示：“知识青年到农村去，接受贫下中农的再教育，很有必要。”
1976年4月6日，發表社論《牢牢掌握鬥爭大方向》，堅持“批鄧”運動，並再一次將毛澤東不久前說的話“翻案不得人心”，以黑體字標出。
4月18日，社論《天安門廣場事件說明了什麼?》，将參加四五运动的群眾說成是“一群反共、反人民、反社會主義的反革命分子”，稱鄧小平是“這些反革命分子的總代表”、“右傾翻案風的總後臺”，“從清華少數人的誣告信，到天安門廣場的反革分政治事件，都有深刻的政治背景和階級根源，其源蓋出於鄧小平”。
4月28日，梁效發表文章《鄧小平與天安門廣場反革命事件》，写道：“天安門廣場反革命政治事件的出現，不是孤立的、偶然的，完全是有預謀、有計劃、有組織的。它是當前兩個階級、兩條道路、兩條路線尖銳鬥爭的一個突出表現，是党內資產階級反革命猙獰面目的一次大暴露，是鄧小平大刮右傾翻案風、極力推行修正主義路線的必然結果，是腐朽沒落的資產階級垂死掙扎的一場表演。”“這次天安門廣場的反革命政治事件，是以鄧小平炮製的“三項指示為綱”的修正主義綱領為旗幟的。...他們的真實目的只有一個，就是要復辟資本主義。...原來他們所說的“四個現代化日”，就是紅旗落地、資本主義復辟之時！”“在無產階級專政下，鄧小平代表的資產階級，已經是日薄西山的腐朽力量。”
1977年2月7日，发表《學好文件抓住綱》。

### 改革开放后
1983年6月26日刊登《鄧小平中國大陸和台灣和平統一設想》，鄧小平表示：“祖國統一後，台灣特別行政區可以有自己的獨立性，可以實行同大陸不同的制度。司法獨立，終審權不須到北京。台灣還可以有自己的軍隊，只是不能構成對大陸的威脅。大陸不派人駐臺，不僅軍隊不去，行政人員也不去。台灣的党、政、軍等系統，都由台灣自己來管。中央政府還要給台灣留出名額。” 他又說：“要實現統一，就要有個適當方式，所以我們建議舉行兩黨平等會談，實行第三次合作，而不提中央與地方談判。雙方達成協定後，可以正式宣佈。但萬萬不可讓外國插手，那樣只能意味著中國還未獨立，後患無窮。”
1989年4月26日在头版头条刊发《必须旗帜鲜明地反对动乱》（又称《四·二六社论》），内容针对之前全国各地学生因悼念前中共中央总书记胡耀邦而发展出来的学生游行活动进行了批评，并首次将学生活动定性为动乱，社論挑明了高層不願接受學生訴求的態度，刺激了遊行學生的情緒。但除了刊登高層定向的社論外，在事件中人民日報社本身的編輯方針比較支持學生，並隱晦的報導北京的事態發展，例如在北京戒嚴後發表“戒嚴第X日”系列報道，並在5月4日發表极其誇張描述北京學生喜悅氣氛的報道。
6月4日早上，《人民日報》頭版加花邊刊登一則題為「北京這一夜」的消息：

本報6月4日凌晨五時訊，解放軍報6月4日社論說：自6月3日凌晨開始，首都發生了嚴重的反革命暴亂。
3日22時左右，軍事博物館一帶響起槍聲，戒嚴部隊進城，從午夜到凌晨，友誼醫院、阜外醫院、北京市急救中心、鐵路醫院、復興醫院、協和醫院和廣安門醫院等不斷給本報來電話，告知收治人員的傷亡情況。
到截稿為止，戒嚴部隊已突進天安門廣場。

《人民日報》該日在新聞選材上亦曲線表達不滿：其中國際新聞選用南韓光州李哲魁被害案，以粗黑體寫上：「漢城學生絕食示威 抗議當局殺害學生」；關於波蘭局勢的標題為黑宋大字：「告誡任何人都不要玩火」，副題為「波領導人指出選舉是和解的偉大嘗試」；關於中東局勢的題目則是：「以軍再次入侵黎南部 用飛機坦克對付平民」；而第四版是社會和體育版，分別有報道「法官卻枉法 誣告反被告 原永州法院院長被判刑四年半」、「四川一服刑罪犯竟當上人大代表」；一條關於殘疾人運動會的報導，標題竟然為「不能征服的心」。事後《人民日報》總社長錢李仁和總編輯譚文瑞都被撤職，編輯吳學燦因私印人民日报号外被判入獄四年。
2007年2月3日社论，标题《把學習〈江澤民文選〉活動引向深入》，文中写道:“《江澤民文選》是學習‘三個代表’重要思想的最好教材。”
2016年2月份，習近平以中國共產黨中央委員會總書記的身份於媒體界調研黨媒，對於國際話語權競爭逐漸激烈加上新媒體蓬勃後明確以48字定義新時代中國媒體價值觀，作為指導綱領和一切規章準繩：
|  | 高舉旗幟，引領導向。圍繞中心，服務大局。 團結人民，鼓舞士氣。成風化人，凝心聚力。 澄清謬誤，明辨是非。聯接中外，溝通世界。 |

人民日报社下属网站“人民日报图文数据库”存档了自首次发行以来的每一期《人民日报》，罕见地包括了文化大革命、六四天安门事件等中华人民共和国史上的各政治风波时期，前述资料自2017年起在网络上公开，需使用者登入以浏览全部内容。
2019年1月1日起，《人民日报》所有版面都改为全彩色印刷。

## 内容

### 版本
该报在全球以四个版本发行：
- 内地版：主要针对中国大陆地区的读者
- 香港版：主要针对香港地区的读者
- 海外版：主要针对中国大陆和香港以外地区的读者
- 藏文版：主要针对中国西藏自治区和四川、云南、青海、甘肃等省份藏族聚居区的藏文读者[1]

内地版作为国内版，不明确表明版名。内地版版面最初共4版，后发展至周一至周五24版、周六、周日12版、节假日8版。2019年起工作日20版，周末及节假日8版并全彩印刷。
此外，人民日报出版社会发行《人民日报》的缩印合订本，每半个月一册，全年24册，内容排版等与原始报纸基本相同。
2007年2月28日開設手機報，以人民網（《人民日报》网站）內容為主。2009年8月1日开始发行藏文版。人民日报还支持了Facebook、Twitter和微信等第三方社交网络账号。

#### 海外版
《人民日报》海外版創刊于1985年7月1日，原用繁体字发行。1992年7月1日以后，改为简化字发行。现时全球约有三百万至四百万固定读者。刚创刊时，其排版方式学习西方报刊，采用多种字号排版，当时旅居美国的國民黨大老即蔣介石遺孀宋美齡亦承认其排版优于主要竞争对手台灣的國民黨黨報——《中央日报》航空版。
2014年2月，人民日報海外版開設微信公眾號《俠客島》。人民日报海外版与旗下的海外网又合作推出评论栏目“学习小组”和“港台腔”。

#### 英文客戶端
英文客户端支持Android、iOS两大平台，於2017年10月15日正式上线。《每日邮报》注意到，此客户端的发布正值十九大召开前夕。。2018年6月11日，人民日报英文客户端2.0版发布。

### 风格
《人民日報》是隶属于中国共产党的机关报刊，是中共中央向外界表达其观点与角度的重要工具。该报的社论在不同的时期对中国大陆政治都有着决定性的指导作用。社论有时更可以改变中国大陆的历史。1949年以后，很多重要的历史事件都是以人民日报的社论为事件发生的起点。文化大革命、改革开放、六四天安门事件等社论震惊中外。很多中共党内的领导人的升降，对领导人的评价也是由《人民日报》发表的。《人民日报》除了为外界提供中国共产党的政策及观点等直接信息外，其社论亦反映了中共中央对事件的处理意见，都被外界作为揣摸中国大陆政府及共产党内部权力变化和决策的少数渠道之一。
該報有时也会通过刊登特约评论员文章，以委婉的手法传递中国对国内和国际事务的看法。国内外的一部分政情观察家通常会从《人民日报》内文章的一字一句探求中国当局想要表达的真正含义以及某些中国所独有的政治讯息。
大量文章的政治观点和思维都体现着官方的态度。尤其是《人民日报》的社论迄今依然被视作高度权威的官方态度和政策走向。
自1990年代中期以来，人民日报一直存在官方资助减少的问题，与国际媒体和国内其他报纸的竞争也加剧。在这些压力下，人民日报于1997年开设网络版和网络论坛，其中最为知名的就是强国论坛。人民日报网络版可被视为这个中国最权威官方报社的一个进步，意在保持其在网络媒体发展时代依然处于重要地位。

### 评论员
《人民日报》评论员文章大多数为《人民日报》评论部集体创作，署名多为“本报评论员”，但涉及重大社会事件的评论员文章，则使用专有的笔名进行署名，如“钟声”、“郑青原”、“钟轩理”等。具体使用情况见此列表。

### 号外
- 1949年4月21日：毛泽东、朱德向中国人民解放军发布向全國進軍的命令。[43]
- 1949年4月23日：解放军佔領南京[43]。毛泽东在阅读此号外后，撰写《七律·人民解放军占领南京》[44][45][46]。
- 1964年10月16日：中国第一颗原子弹爆炸成功。[47]
- 1966年5月9日：中国成功进行氢弹热核爆炸试验。[48]
- 1966年10月27日：中国发射导弹核武器试验成功。[48]
- 1970年4月26日：中国成功发射第一颗人造卫星东方红一号。[49]
- 1978年12月16日：中国与美国宣布正式建立外交关系。[47]
- 1980年5月18日：中国成功向太平洋预定海域发射第一枚远程运载火箭。[48]
- 1989年5月20日（非官方）：中共中央总书记赵紫阳的权力被剥夺，中共中央政治局常委、国务院总理李鹏主持中共中央政治局工作，并决定对绝食学生采取强制措施。该期号外由当时的《人民日报》吴学灿、张抒、宋斌等编辑记者所出，《人民日报》在第二天发表了《人民日报社声明》否认和其有关，六四过后三人被捕入狱。[50]
- 2001年7月13日：北京申办第29届奥运会成功。[47]
- 2003年10月16日：中国首次载人航天（神舟五号）成功。[49]
- 2008年8月9日：第29届奥运会在北京开幕。[51]
- 2010年5月1日：2010年上海世博会开幕。[52]

### 休刊日
自1948年6月15日发行创刊号开始，《人民日报》总计休刊过24日：
- 1948年9月2日：九一记者节休假一日
- 1949年1月2日：新年元旦休假一日
- 1949年1月30日：新年春节休假一日
- 1949年5月2日：五一劳动节休假一日
- 1949年7月8日：七七十二周年纪念日休假一日
- 1949年10月7日：庆祝中华人民共和国成立，补休假一日
- 1950年1月2日：新年元旦休假一日
- 1950年2月18日、19日：新年春节休假两日
- 1950年5月2日：五一劳动节休假一日
- 1951年1月2日：新年元旦休假一日
- 1951年2月6日：新年春节休假一日
- 1951年5月2日：五一劳动节休假一日
- 1952年1月2日：新年元旦休假一日
- 1952年1月27日、28日：新年春节休假两日
- 1952年5月2日：五一劳动节休假一日
- 1953年1月2日：新年元旦休假一日
- 1953年2月15日：新年春节休假一日
- 1953年5月2日：五一劳动节休假一日
- 1953年10月2日：十一国庆节休假一日
- 1954年1月2日：新年元旦休假一日
- 1954年2月3日：新年春节休假一日
- 1954年5月2日：五一劳动节休假一日

此外，1948年11月9日为第147号，次日11月10日理应为第148号，但《人民日报》出版时仍排为第147号，11月11日为第148号，此后并未纠正排号（期数），排至1979年12月31日为第11497号。《人民日报》从1980年1月1日开始不再刊登排号（期数），至1988年6月14日，共发行3088期。1988年6月15日为《人民日报》创刊40周年，开始恢复刊登期数，6月15日的理论期数应是第14586期，但当日实际刊登期数为第14585期，此后并未纠正期数。因此，《人民日报》实际发行期数比每日报头刊登的期数多2期。

## 歷任領導
人民日報社社長
- 許中田（1998年月–2002年11月）
- 王晨（2002年11月–2008年3月）
- 張研農（2008年3月–2014年4月）
- 楊振武（2014年4月–2018年4月）
- 李寶善（2018年4月–2020年10月）
- 庹震（2020年10月–）

人民日報總編輯
- 許中田（1998年月–2002年11月）
- 王晨（2001年7月–2003年1月）
- 張研農（2003年2月–2008年4月）
- 楊振武（2013年4月–2014年4月）
- 李寶善（2014年4月–2018年4月）
- 庹震（2018年4月–2022年2月）
- 于紹良（2022年2月–）

## 批评和争议
《人民日报》存在诸多批评和争议。